# Pomphorhynchus orientalis
Pomphorhynchus orientalis är en hakmaskart som beskrevs av Fotedar och Dhar 1977. Pomphorhynchus orientalis ingår i släktet Pomphorhynchus och familjen Pomphorhynchidae. Inga underarter finns listade i Catalogue of Life.